# 2016-os MotoGP német nagydíj
A 2016-os MotoGP német nagydíjat július 15. és 17. között rendezték. A MotoGP-t Marc Márquez, a Moto2-t Johann Zarco, míg a Moto3-at Khairul Idham Pawi nyerte meg.

## MotoGP

### Időmérő
A MotoGP időmérőjét július 16-án, délután rendezték. A pole-pozíciót Marc Márquez szerezte meg Héctor Barberá és Valentino Rossi előtt.
| MotoGP időmérő        | MotoGP időmérő | MotoGP időmérő   | MotoGP időmérő | MotoGP időmérő | MotoGP időmérő | MotoGP időmérő |
| Helyezés              | Rajtszám       | Versenyző        | Motor          | Q1             | Q2             | Körök          |
| --------------------- | -------------- | ---------------- | -------------- | -------------- | -------------- | -------------- |
| 1.                    | 93             | Marc Márquez     | Honda          |                | 1:21,160       | 8              |
| 2.                    | 8              | Héctor Barberá   | Ducati         |                | 1:21,572       | 8              |
| 3.                    | 46             | Valentino Rossi  | Yamaha         |                | 1:21,666       | 9              |
| 4.                    | 9              | Danilo Petrucci  | Ducati         | 1:21,712       | 1:21,666       | 8              |
| 5.                    | 44             | Pol Espargaró    | Yamaha         |                | 1:21,738       | 7              |
| 6.                    | 25             | Maverick Viñales | Suzuki         |                | 1:21,784       | 9              |
| 7.                    | 04             | Andrea Dovizioso | Ducati         |                | 1:21,858       | 9              |
| 8.                    | 41             | Aleix Espargaró  | Suzuki         |                | 1:21,883       | 9              |
| 9.                    | 29             | Andrea Iannone   | Ducati         |                | 1:21,890       | 7              |
| 10.                   | 26             | Dani Pedrosa     | Honda          |                | 1:21,892       | 10             |
| 11.                   | 99             | Jorge Lorenzo    | Yamaha         | 1:21,737       | 1:22,088       | 5              |
| 12.                   | 68             | Yonny Hernández  | Ducati         |                | 1:22,346       | 8              |
| 13.                   | 35             | Cal Crutchlow    | Honda          | 1:21,783       |                | 10             |
| 14.                   | 38             | Bradley Smith    | Yamaha         | 1:21,994       |                | 10             |
| 15.                   | 45             | Scott Redding    | Ducati         | 1:22,236       |                | 9              |
| 16.                   | 43             | Jack Miller      | Honda          | 1:22,382       |                | 9              |
| 17.                   | 6              | Stefan Bradl     | Aprilia        | 1:22,493       |                | 9              |
| 18.                   | 50             | Eugene Laverty   | Ducati         | 1:22,567       |                | 8              |
| 19.                   | 19             | Álvaro Bautista  | Aprilia        | 1:22,670       |                | 9              |
| 20.                   | 76             | Loris Baz        | Ducati         | 1:22,860       |                | 7              |
| 21.                   | 53             | Tito Rabat       | Honda          | 1:23,075       |                | 9              |
| HIVATALOS VÉGEREDMÉNY |                |                  |                |                |                |                |

### Futam
A MotoGP futamát július 17-én, délután rendezték esős körülmények között. Az első helyről rajtoló Márquezt már a rajtnál megelőzte Rossi és Dovizioso a még vizes pályán, majd később Petrucci is elment a spanyol mellett. A harmadik körben Dovizioso megelőzte Rossit, akit Petrucci is követett, sőt a következő körben még a vezetést is átvette. Ám a 10 körben a holland versenyhez hasonlóan Petrucci ismét kedvező helyről esett ki, ezúttal azonban vissza tudott térni a boxba és motort cserélni. Márquezt eközben már Miller és Barberá is maga mögé utasította, de Márquez hibázott és a kavicságyon végigrobogva a kilencedik helyre tért vissza. Iannone volt az első aki bevállalta a gumicserét, az olasz köztes esőgumikat rakatott fel motorjára, mellyel pár körrel később már a leggyorsabbnak bizonyult. Eközben Barberá már Rossit is megelőzte, így ugyanott motorozott, mint ahonnan rajtolhatott. A boxba később Redding érkezett köztes gumikért, majd Márquez, aki bevállalta a száraz pályás gumikat. A spanyol azonnal gyorsabbnak bizonyult a versenyben vezető bolynál, de közülük senki nem akart kiállni. Márquez már több, mint 3 másodperccel volt gyorsabb körönként Iannonénél, majd végül Milleren kívül mindenki a boxba hajtott. Az ausztrál versenyző megpróbált esőgumikon végigmenni a futamon, de Márquez a pályán előzte meg, így ő is a pitbe hajtott. A kiállások után Márquez kényelmesen állt az élen, mögötte Redding és a kiállások során sokat nyerő Crutchlow, valamint Dovizioso motoroztak. Redding köztes esőgumijai azonban lassúnak bizonyultak, Crutchlow az utolsó kör kezdetén előzte meg az angolt, Dovizioso pedig az utolsó kanyarban ment el mellette. Márquez húsz másodperces előnnyel húzte be a győzelmet Crutchlow, Dovizioso és Redding előtt. Mögöttük Iannone, Pedrosa, Miller, Rossi, Barberá és Bautista érte célba. Az esős körülményeket nem kedvelő Maverick Viñales és Jorge Lorenzo végül a 12. és a 15. helyen zártak.
| Helyezés              | Rajtszám | Versenyző        | Csapat  | Körök | Idő/Különbség | Rajthely | Pont |
| --------------------- | -------- | ---------------- | ------- | ----- | ------------- | -------- | ---- |
| 1.                    | 93       | Marc Márquez     | Honda   | 30    | 47:03,239     | 1        | 25   |
| 2.                    | 35       | Cal Crutchlow    | Honda   | 30    | +9,857        | 13       | 20   |
| 3.                    | 04       | Andrea Dovizioso | Ducati  | 30    | +11,613       | 7        | 16   |
| 4.                    | 45       | Scott Redding    | Ducati  | 30    | +11,992       | 15       | 13   |
| 5.                    | 29       | Andrea Iannone   | Ducati  | 30    | +22,755       | 9        | 11   |
| 6.                    | 26       | Dani Pedrosa     | Honda   | 30    | +25,920       | 10       | 10   |
| 7.                    | 43       | Jack Miller      | Honda   | 30    | +26,043       | 16       | 9    |
| 8.                    | 46       | Valentino Rossi  | Yamaha  | 30    | +26,449       | 3        | 8    |
| 9.                    | 8        | Héctor Barberá   | Ducati  | 30    | +26,614       | 2        | 7    |
| 10.                   | 19       | Álvaro Bautista  | Aprilia | 30    | +31,274       | 18       | 6    |
| 11.                   | 50       | Eugene Laverty   | Ducati  | 30    | +41,208       | 17       | 5    |
| 12.                   | 25       | Maverick Viñales | Suzuki  | 30    | +42,158       | 6        | 4    |
| 13.                   | 38       | Bradley Smith    | Yamaha  | 30    | +1:03,129     | 14       | 3    |
| 14.                   | 41       | Aleix Espargaró  | Suzuki  | 30    | +1:06,091     | 8        | 2    |
| 15.                   | 99       | Jorge Lorenzo    | Yamaha  | 30    | +1:17,694     | 11       | 1    |
| 16.                   | 53       | Tito Rabat       | Honda   | 29    | +1 kör        | 20       |      |
| 17.                   | 76       | Loris Baz        | Ducati  | 27    | +2 kör        | 19       |      |
| 18.                   | 68       | Yonny Hernández  | Ducati  | 26    | +3 kör        | 12       |      |
| Ki                    | 44       | Pol Espargaró    | Yamaha  | 17    | Kicsúszás     | 5        |      |
| Ki                    | 9        | Danilo Petrucci  | Ducati  | 12    | Kiállt        | 4        |      |
| Ni[1]                 | 6        | Stefan Bradl     | Aprilia | 0     | Nem indult    | –        |      |
| HIVATALOS VÉGEREDMÉNY |          |                  |         |       |               |          |      |

Megjegyzések:
- ↑ 1:  Stefan Bradl agyrázkódása miatt nem indulhatott a versenyen.

## Moto2

### Időmérő
A Moto2 időmérőjét július 16-án, délután rendezték.
| Moto2 időmérő         | Moto2 időmérő | Moto2 időmérő       | Moto2 időmérő | Moto2 időmérő | Moto2 időmérő |
| Helyezés              | Rajtszám      | Versenyző           | Motor         | Idő           | Körök         |
| --------------------- | ------------- | ------------------- | ------------- | ------------- | ------------- |
| 1.                    | 30            | Nakagami Takaaki    | Kalex         | 1:24,274      | 21            |
| 2.                    | 5             | Johann Zarco        | Kalex         | 1:24,514      | 23            |
| 3.                    | 40            | Álex Rins           | Kalex         | 1:24,641      | 23            |
| 4.                    | 24            | Simone Corsi        | Speed Up      | 1:24,680      | 27            |
| 5.                    | 21            | Franco Morbidelli   | Kalex         | 1:24,731      | 27            |
| 6.                    | 11            | Sandro Cortese      | Kalex         | 1:24,754      | 22            |
| 7.                    | 7             | Lorenzo Baldassarri | Kalex         | 1:24,845      | 24            |
| 8.                    | 73            | Álex Márquez        | Kalex         | 1:24,942      | 22            |
| 9.                    | 23            | Marcel Schrötter    | Kalex         | 1:24,964      | 20            |
| 10.                   | 22            | Sam Lowes           | Kalex         | 1:24,976      | 22            |
| 11.                   | 55            | Hafizh Syahrin      | Kalex         | 1:25,004      | 23            |
| 12.                   | 12            | Thomas Lüthi        | Kalex         | 1:25,030      | 19            |
| 13.                   | 94            | Jonas Folger        | Kalex         | 1:25,053      | 19            |
| 14.                   | 49            | Axel Pons           | Kalex         | 1:25,056      | 24            |
| 15.                   | 10            | Luca Marini         | Kalex         | 1:25,089      | 22            |
| 16.                   | 44            | Miguel Oliveira     | Kalex         | 1:25,173      | 24            |
| 17.                   | 60            | Julián Simón        | Speed Up      | 1:25,182      | 20            |
| 18.                   | 19            | Xavier Siméon       | Speed Up      | 1:25,236      | 26            |
| 19.                   | 2             | Jesko Raffin        | Kalex         | 1:25,412      | 26            |
| 20.                   | 54            | Mattia Pasini       | Kalex         | 1:25,481      | 23            |
| 21.                   | 87            | Remy Gardner        | Kalex         | 1:25,871      | 20            |
| 22.                   | 97            | Xavi Vierge         | Tech 3        | 1:25,876      | 23            |
| 23.                   | 77            | Dominique Aegerter  | Kalex         | 1:25,945      | 20            |
| 24.                   | 32            | Isaac Viñales       | Tech 3        | 1:26,101      | 21            |
| 25.                   | 14            | Rattapark Vilairot  | Kalex         | 1:26,143      | 25            |
| 26.                   | 70            | Robin Mulhauser     | Kalex         | 1:26,378      | 20            |
| 27.                   | 57            | Edgar Pons          | Kalex         | 1:26,707      | 23            |
| 28.[1]                | 52            | Danny Kent          | Kalex         | Idő nélkül    | 0             |
| HIVATALOS VÉGEREDMÉNY |               |                     |               |               |               |

Megjegyzések:
- ↑ 1:  Denny Kent bordatötés miatt nem indult se az időmérőn se a futamon.

### Futam
A Moto2 futamát július 17-én, délután rendezték. Nakagami kezdhette a futamot az élről, de már a rajtnál Zarco és Rins mögé került. A kör végére Nakagami visszavette a vezetést és Rins is megelőzte Zarcót, sőt a német Folger és Schrötter is megelőzték őt. A vizes aszfalt sokaknak nem kedvezett, hiszen Oliveira, Schrötter, Corsi, majd később Lowes is eldobta a motort. Nakagami csupán hét körön keresztül tudta vezetni a versenyt, a japán versenyző a kettes kanyarban esett el, de vissza tudott állni a mezőny végére. Az élen ekkor Rins haladt, később Folger vette át a vezetést, de miután Zarco felzárkózott rájuk Rins visszakeverte magát az élre. Üldözőik közül Márquez állt a legközelebb, de kicsúszott, majd visszatért a mezőnybe, de 5 körrel a leintés előtt ismét esett. Csapattársa Morbidelli számára viszont kedvezőek voltak a körülmények, előszö Zarcót, majd Rinst is megelőzve átvette a vezetést. A felszáradó pálya többeket is megtréfált, többek között Lüthit és a tavalyi győztes Siméont, aki bukása előtt megfutotta a leggyorsabb kört, majd a sérült motorral még ennél is gyorsabban ment, de sajnos később ismét elesett. 4 körrel a leintés előtt Lowes másodszorra is esett, egy körrel később pedig Morbidelli a vezető helyen dobta el a vasat az egyes kanyarban. Úgy tűnt a győzelem Zarco és Rins között dől majd el, de a spanyol az egyes kanyar féktávján bukott. Az esés után a lábát fájlalta, de később kiderült, hogy a versenyző sérülés nélkül úszta meg az esést. Folger nagy tempót diktálva az utolsó kör utolsó kanyarjában érkezett meg Zarco mögé, ahol meg is próbálkozott egy előzéssel, de Zarco jobb kigyorsításának köszönhetően egy hajszállal szerezte meg a futamgyőzelmet. Harmadik lett a 2009-es bajnok, Julián Simón, aki 2012 utáni első dobogóját szerezte meg. Mögöttük Pasini, Baldassarri, Marini, Syahrin ért be.
| Helyezés              | Rajtszám | Versenyző           | Csapat   | Körök | Idő/Különbség | Rajthely | Pont |
| --------------------- | -------- | ------------------- | -------- | ----- | ------------- | -------- | ---- |
| 1.                    | 5        | Johann Zarco        | Kalex    | 29    | 47:18,646     | 2        | 25   |
| 2.                    | 94       | Jonas Folger        | Kalex    | 29    | +0,059        | 13       | 20   |
| 3.                    | 60       | Julián Simón        | Speed Up | 29    | +20,433       | 17       | 16   |
| 4.                    | 54       | Mattia Pasini       | Kalex    | 29    | +30,455       | 20       | 13   |
| 5.                    | 7        | Lorenzo Baldassarri | Kalex    | 29    | +31,771       | 7        | 11   |
| 6.                    | 10       | Luca Marini         | Kalex    | 29    | +34,201       | 15       | 10   |
| 7.                    | 55       | Hafizh Syahrin      | Kalex    | 29    | +41,942       | 11       | 9    |
| 8.                    | 2        | Jesko Raffin        | Kalex    | 29    | +47,955       | 19       | 8    |
| 9.                    | 32       | Isaac Viñales       | Tech 3   | 29    | +49,759       | 24       | 7    |
| 10.                   | 77       | Dominique Aegerter  | Kalex    | 29    | +51,047       | 23       | 6    |
| 11.                   | 30       | Nakagami Takaaki    | Kalex    | 29    | +1:05,386     | 1        | 5    |
| 12.                   | 87       | Remy Gardner        | Kalex    | 29    | +1:13,865     | 21       | 4    |
| 13.                   | 70       | Robin Mulhauser     | Kalex    | 29    | +1:19,545     | 26       | 3    |
| 14.                   | 57       | Edgar Pons          | Kalex    | 29    | +1:30,502     | 27       | 2    |
| 15.                   | 11       | Sandro Cortese      | Kalex    | 27    | +2 kör        | 6        | 1    |
| Ki                    | 40       | Álex Rins           | Kalex    | 26    | Kicsúszás     | 3        |      |
| Ki                    | 21       | Franco Morbidelli   | Kalex    | 26    | Kicsúszás     | 5        |      |
| Ki                    | 22       | Sam Lowes           | Kalex    | 25    | Kicsúszás     | 10       |      |
| Ki                    | 73       | Álex Márquez        | Kalex    | 24    | Kicsúszás     | 8        |      |
| Ki                    | 19       | Xavier Siméon       | Speed Up | 22    | Kicsúszás     | 18       |      |
| Ki                    | 12       | Thomas Lüthi        | Kalex    | 17    | Kicsúszás     | 12       |      |
| Ki                    | 49       | Axel Pons           | Kalex    | 10    | Kicsúszás     | 14       |      |
| Ki                    | 14       | Rattapark Vilairot  | Kalex    | 8     | Kicsúszás     | 25       |      |
| Ki                    | 24       | Simone Corsi        | Speed Up | 5     | Kicsúszás     | 4        |      |
| Ki                    | 97       | Xavi Vierge         | Tech 3   | 5     | Kicsúszás     | 22       |      |
| Ki                    | 23       | Marcel Schrötter    | Kalex    | 4     | Kicsúszás     | 9        |      |
| Ki                    | 44       | Miguel Oliveira     | Kalex    | 3     | Kicsúszás     | 16       |      |
| Ni                    | 52       | Danny Kent          | Kalex    | 0     | Nem indult    | –        |      |
| HIVATALOS VÉGEREDMÉNY |          |                     |          |       |               |          |      |

## Moto3

### Időmérő
A Moto3 időmérőjét július 16-án, délután rendezték.
| Moto3 időmérő         | Moto3 időmérő | Moto3 időmérő          | Moto3 időmérő | Moto3 időmérő | Moto3 időmérő |
| Helyezés              | Rajtszám      | Versenyző              | Motor         | Idő           | Körök         |
| --------------------- | ------------- | ---------------------- | ------------- | ------------- | ------------- |
| 1.                    | 33            | Enea Bastianini        | Honda         | 1:27,129      | 16            |
| 2.                    | 55            | Andrea Locatelli       | KTM           | 1:27,448      | 16            |
| 3.                    | 44            | Arón Canet             | Honda         | 1:27,501      | 17            |
| 4.                    | 64            | Bo Bendsneyder         | KTM           | 1:27,522      | 18            |
| 5.                    | 9             | Jorge Navarro          | Honda         | 1:27,538      | 17            |
| 6.                    | 41            | Brad Binder            | KTM           | 1:27,566      | 18            |
| 7.                    | 95            | Jules Danilo           | Honda         | 1:27,639      | 16            |
| 8.                    | 17            | John McPhee            | Peugeot       | 1:27,739      | 16            |
| 9.                    | 76            | Ono Hiroki             | Honda         | 1:27,819      | 20            |
| 10.                   | 88            | Jorge Martín           | Mahindra      | 1:27,875      | 11            |
| 11.                   | 21            | Francesco Bagnaia      | Mahindra      | 1:27,939      | 17            |
| 12.                   | 20            | Fabio Quartararo       | KTM           | 1:27,990      | 18            |
| 13.                   | 58            | Juan Francisco Guevara | KTM           | 1:28,017      | 16            |
| 14.                   | 19            | Gabriel Rodrigo        | KTM           | 1:28,022      | 14            |
| 15.                   | 84            | Jakub Kornfeil         | Honda         | 1:28,219      | 16            |
| 16.                   | 11            | Livio Loi              | Honda         | 1:28,317      | 18            |
| 17.                   | 5             | Romano Fenati          | KTM           | 1:28,323      | 10            |
| 18.                   | 36            | Joan Mir               | KTM           | 1:28,360      | 15            |
| 19.                   | 65            | Philipp Öttl           | KTM           | 1:28,390      | 20            |
| 20.                   | 89            | Khairul Idham Pawi     | Honda         | 1:28,397      | 17            |
| 21.                   | 8             | Nicolò Bulega          | KTM           | 1:28,402      | 17            |
| 22.                   | 4             | Fabio Di Giannantonio  | Honda         | 1:28,424      | 16            |
| 23.                   | 24            | Szuzuki Tacuki         | Mahindra      | 1:28,469      | 18            |
| 24.                   | 10            | Alexis Masbou          | Peugeot       | 1:28,492      | 16            |
| 25.                   | 6             | María Herrera          | KTM           | 1:28,492      | 10            |
| 26.                   | 7             | Adam Norrodin          | Honda         | 1:28,698      | 17            |
| 27.                   | 43            | Stefano Valtulini      | Mahindra      | 1:28,780      | 19            |
| 28.                   | 97            | Maximilian Kappler     | KTM           | 1:28,955      | 20            |
| 29.                   | 23            | Niccolò Antonelli      | Honda         | 1:28,973      | 2             |
| 30.                   | 16            | Andrea Migno           | KTM           | 1:29,343      | 13            |
| 31.                   | 40            | Darryn Binder          | Mahindra      | 1:29,412      | 15            |
| 32.                   | 77            | Lorenzo Petrarca       | Mahindra      | 1:29,619      | 17            |
| 33.                   | 27            | Tim Georgi             | KTM           | 1:30,265      | 18            |
| 34.                   | 3             | Fabio Spiranelli       | Mahindra      | 1:30,526      | 9             |
| 35.                   | 22            | Danny Webb             | Mahindra      | Idő nélkül    | 0             |
| HIVATALOS VÉGEREDMÉNY |               |                        |               |               |               |

### Futam
A Moto3 futamát július 17-én, délelőtt rendezték. Bastianini ismételten a pole-pozícióból rajtolhatott, megelőzve Bendsneydert és Canet-t. A rajt nagy nyertese Pawi volt, aki már az első kör végén a nyolcadik helyen haladt, 12 helyet javítva a rajthelyéhez képest. Az első öt körben Locatelli, Bastianini és McPhee harcolhatott, sőt a Peugeot versenyző pár kanyar erejéig még a vezetést is átvette. Azonban Pawi már az ötödik kör után az élre ugrott, de az argentin nagydíjhoz képest most csapattársa, Ono Hiroki is vele tartott. A japán versenyző komolyan is vette csapattársa olyannyira, hogy hibázott és csak szerencsével tudott a motoron maradni. Visszaesett az ötödik helyre, de pár körrel később kiesett. Pawi mögött Locatelli sikeresen elszakadt az üldözőbolytól, amelybe idővel Kornfeil és Di Giannantonio is becsatlakozott. Mögöttük a bajnokság első két helyén álló Binder és Navarro csatáztak, legközelebbi üldözőjük, Fenati azonban még a pontszerző helyek közelében sem haladt. Nagyjából féltávnál járhatott a mezőny, amikor is Pawi elmérte az első kanyart és megcsípte a sóderágyat, de a több, mint 10 másodperces eredményének köszönhetően könnyedén tarthatta meg a vezetését. A futam utolsó köreiben már néhol 17 másodperccel vezetett Locatelli előtt, így az első két hely sorsa biztosnak látszott. Mögöttük az üldözők két csoportra osztótdak, Bastianini és Kornfeil a harmadik, McPhee és Di Giannantonio pedig az ötödik helyért küzdöttek. Pawi végül könnyedén nyerte a futamot Locatelli, Bastianini és Kornfeil előtt. Di Giannatonio a célegyenesben hajrázta le McPhee-t, mögöttük Navarro és Binder ért be.
| Helyezés              | Rajtszám | Versenyző              | Csapat   | Körök | Idő/Különbség | Rajthely | Pont |
| --------------------- | -------- | ---------------------- | -------- | ----- | ------------- | -------- | ---- |
| 1.                    | 89       | Khairul Idham Pawi     | Honda    | 27    | 47:07,763     | 20       | 25   |
| 2.                    | 55       | Andrea Locatelli       | KTM      | 27    | +11,131       | 2        | 20   |
| 3.                    | 33       | Enea Bastianini        | Honda    | 27    | +13,359       | 1        | 16   |
| 4.                    | 84       | Jakub Kornfeil         | Honda    | 27    | +18,541       | 15       | 13   |
| 5.                    | 4        | Fabio Di Giannantonio  | Honda    | 27    | +20,620       | 22       | 11   |
| 6.                    | 17       | John McPhee            | Peugeot  | 27    | +20,698       | 8        | 10   |
| 7.                    | 9        | Jorge Navarro          | Honda    | 27    | +20,910       | 5        | 9    |
| 8.                    | 41       | Brad Binder            | KTM      | 27    | +23,333       | 6        | 8    |
| 9.                    | 95       | Jules Danilo           | Honda    | 27    | +30,318       | 7        | 7    |
| 10.                   | 21       | Francesco Bagnaia      | Mahindra | 27    | +31,095       | 11       | 6    |
| 11.                   | 24       | Szuzuki Tacuki         | Mahindra | 27    | +37,688       | 23       | 5    |
| 12.                   | 64       | Bo Bendsyneyder        | KTM      | 27    | +45,005       | 4        | 4    |
| 13.                   | 19       | Gabriel Rodrigo        | KTM      | 27    | +47,793       | 14       | 3    |
| 14.                   | 11       | Livio Loi              | Honda    | 27    | +48,073       | 16       | 2    |
| 15.                   | 44       | Arón Canet             | Honda    | 27    | +56,921       | 3        | 1    |
| 16.                   | 10       | Alexis Masbou          | Peugeot  | 27    | +1:10,787     | 24       |      |
| 17.                   | 65       | Philipp Öttl           | KTM      | 27    | +1:13,873     | 19       |      |
| 18.                   | 5        | Romano Fenati          | KTM      | 27    | +1:14,813     | 17       |      |
| 19.                   | 97       | Maximilian Kappler     | KTM      | 27    | +1:15,203     | 26       |      |
| 20.                   | 43       | Stefano Valtulini      | Mahindra | 27    | +1:15,434     | 29       |      |
| 21.                   | 27       | Tim Georgi             | KTM      | 27    | +1:23,906     | 31       |      |
| 22.                   | 22       | Danny Webb             | Mahindra | 27    | +1:38,548     | 32       |      |
| 23.                   | 20       | Fabio Quartararo       | KTM      | 26    | +1 kör        | 12       |      |
| Ki                    | 8        | Nicolò Bulega          | KTM      | 14    | Kicsúszás     | 21       |      |
| Ki                    | 7        | Adam Norrodin          | Honda    | 12    | Kicsúszás     | 25       |      |
| Ki                    | 76       | Ono Hiroki             | Honda    | 11    | Kicsúszás     | 9        |      |
| Ki                    | 88       | Jorge Martín           | Mahindra | 10    | Kicsúszás     | 10       |      |
| Ki                    | 16       | Andrea Migno           | KTM      | 10    | Kicsúszás     | 27       |      |
| Ki                    | 40       | Darryn Binder          | Mahindra | 8     | Kicsúszás     | 28       |      |
| Ki                    | 58       | Juan Francisco Guevara | KTM      | 8     | Kicsúszás     | 13       |      |
| Ki                    | 77       | Lorenzo Petrarca       | Mahindra | 7     | Kicsúszás     | 30       |      |
| Ki                    | 36       | Joan Mir               | KTM      | 0     | Kicsúszás     | 18       |      |
| Ni                    | 3        | Fabio Spiranelli       | Mahindra | 0     | Nem indult    |          |      |
| Ni[1]                 | 6        | María Herrera          | KTM      | 0     | Nem indult    |          |      |
| Ni[2]                 | 23       | Niccolò Antonelli      | Honda    | 0     | Nem indult    |          |      |
| HIVATALOS VÉGEREDMÉNY |          |                        |          |       |               |          |      |

Megjegyzések:
- ↑ 1:  María Herrera csuklótörés miatt nem indult a futamon.

- ↑ 2:  Niccolò Antonelli kulcscsonttörés miatt nem indult a futamon.